# Liquid Swords
Liquid Swords é o segundo álbum de estúdio solo do rapper americano GZA, membro do Wu-Tang Clan, lançado em 7 de novembro de 1995 pela Geffen Records. As gravações para o álbum começaram no meio do ano de 1995 no estúdio do sótão do produtor RZA, em Staten Island, Nova York. O álbum analisa fortemente o diálogo do filme de artes marciais Shogun Assassin e mantém uma atmosfera escura ao longo de seu curso, enquanto incorpora referências líricas ao xadrez, ao crime e à filosofia. Liquid Swords apresenta inúmeras participações de outros membros do Wu-Tang Clan, e também de Killah Priest.
Após seu lançamento, Liquid Swords alcançou as posições #9 na Billboard 200 e #2 no Top R&B/Hip-Hop Albums. A Recording Industry Association of America (RIAA) certificou o álbum como platina quase 20 anos após o seu lançamento. Liquid Swords recebeu elogios da crítica por seu lirismo complexo e seu estilo musical hipnótico. Ao longo dos anos, seu reconhecimento cresceu, com uma série de críticos famosos proclamando-o como um dos melhores álbuns de hip hop de todos os tempos. Em 2007, o Chicago Tribune citou como "uma das jornadas líricas mais substanciais na história do hip-hop". Liquid Swords é freqüentemente citado como o melhor álbum solo de um membro do Wu-Tang Clan.

## Lista de faixas
| N.º            | Título                                                                       | Duração |  |
| 1.             | "Liquid Swords"                                                              | 4:31    |  |
| 2.             | "Duel of the Iron Mic" (com Ol' Dirty Bastard, Masta Killa & Inspectah Deck) | 4:06    |  |
| 3.             | "Living in the World Today"                                                  | 4:23    |  |
| 4.             | "Gold"                                                                       | 3:57    |  |
| 5.             | "Cold World" (com Inspectah Deck)                                            | 5:31    |  |
| 6.             | "Labels"                                                                     | 2:54    |  |
| 7.             | "4th Chamber" (com Ghostface Killah, Killah Priest & RZA)                    | 4:37    |  |
| 8.             | "Shadowboxin'" (com Method Man)                                              | 3:30    |  |
| 9.             | "Hell's Wind Staff / Killah Hills 10304"                                     | 5:09    |  |
| 10.            | "Investigative Reports" (com U-God, Raekwon & Ghostface Killah)              | 3:50    |  |
| 11.            | "Swordsman"                                                                  | 3:21    |  |
| 12.            | "I Gotcha Back"                                                              | 5:01    |  |
| Duração total: | Duração total:                                                               | 50:49   |  |